# Илински линии
Илинските отбранителни линии е военно-исторически музей в село Илинское в Малоярославецкия общински район на Калужска област, посветен на подвига на кадетите от Подолските военни училища на Илинската отбранителна линия през октомври 1941 г. Включен като клон на Обединения музей-резерват в Калуга.
Това е музеен комплекс на площ от 2,7 хектара (автор – заслужил архитект на РСФСР, лауреат на Държавна награда, почетен гражданин на Калуга Е. И. Киреев). Комплексът включва музейна сграда, мемориални обекти (Могила на славата, два близки дота – оръдеен и картечарски, запазени от 1941 г., две артилерийски оръдия от Великата отечествена война), паметник на кадетите от Подолските военни училища (автор – скулптор Ю. Л. Ричков).

## История
Музейният комплекс е замислен от генерал-лейтенант И. С. Стрелбицки, участник в битките. Калужкият окръжен комитет на Комсомола се заема със задачата да му вдъхне живот. Провеждат се младежкики ленински съботници в Калужка област и в град Подолск, Московска област. Използвайки събраните средства, Строителният отдел на Обнинск построява музея. Открит е на 8 май 1975 г. на мястото на боевете на частите на 43-та армия през октомври 1941 г.

## Експозиция
Експозицията на музея съдържа документи, снимки, лични вещи на участници в битките, останки от оръжия и др. Колекцията е попълнена от отряда „Червени пътеводители“ на гимназията „Илински“ и е прехвърлена от училищния музей. Взимат участие местни жители, ветерани от военните училища в Подолск и техните роднини, участници в групи за търсене на бойни места.